# Тюменское высшее военно-инженерное командное училище имени маршала инженерных войск А. И. Прошлякова
Тюменское высшее военно-инженерное ордена Кутузова командное училище имени маршала инженерных войск А. И. Прошлякова — высшее военное учебное заведение Вооружённых сил Российской Федерации.

## История
С 27 августа 1941 года училище именовалось 2-е Тюменское военно-пехотное училище, а с 16 сентября 1941 года, войдя в состав Западно-Сибирского военного округа, училище получило своё прежнее наименование — Тюменское военно-пехотное.
Тюменское военно-инженерное училище сформировано 22 июня 1957 года на основании директивы ГК СВ № ОШ/5/244406. 31 января 1968 года на основании приказа Министра обороны СССР № 019 Тюменское военно-инженерное училище преобразуется в Тюменское высшее военно-инженерное командное училище. 16 апреля 1974 года училищу присвоено имя маршала инженерных войск Алексея Ивановича Прошлякова.
25 марта 1959 года — торжественный день в истории училища. В этот день от имени Президиума Верховного Совета СССР училищу было вручено Красное знамя с надписью «Тюменское военно-инженерное училище».
29 августа 1998 года Тюменское высшее военно-инженерное командное училище присоединено к Военно-инженерному университету в качестве филиала и было переименовано в филиал Военно-инженерного университета (г. Тюмень).
9 июля 2004 года на базе филиала Военно-инженерного университета (г. Тюмень) создано Государственное образовательное учреждение высшего профессионального образования «Тюменское высшее военно-инженерное командное училище (военный институт) Министерства обороны Российской Федерации».
22 июня 2007 года училищу вручены Грамота президента Российской Федерации и Боевое знамя воинской части Вооружённых сил Российской Федерации.
21 июня 2007 года училище награждено Вымпелом Министра обороны Российской Федерации «за мужество, воинскую доблесть и высокую боевую выучку, проявленные при выполнении заданий Министра обороны Российской Федерации по подготовке высококвалифицированных кадров для Вооружённых сил Российской Федерации и в связи с 50-летием со дня образования».
11 ноября 2009 года училище реорганизовано в Тюменский военный институт инженерных войск (филиал) федерального государственного военного образовательного учреждения высшего профессионального образования «Военная академия войск радиационной, химической и биологической защиты и инженерных войск имени Маршала Советского Союза С. К. Тимошенко» Министерства обороны Российской Федерации.
Распоряжением Правительства Российской Федерации от 28 сентября 2011 года № 1639-р и в соответствии с приказом Министра обороны Российской Федерации от 23 марта 2012 года № 610 училище реорганизовано в Тюменский филиал Военного учебно-научного центра Сухопутных войск «Общевойсковая академия Вооружённых сил Российской Федерации».
Распоряжением Правительства Российской Федерации училище с 1 сентября 2013 года переподчинено начальнику инженерных войск Вооружённых сил Российской Федерации с возвращением исторически сложившегося наименования «Тюменское высшее военно-инженерное командное училище имени маршала инженерных войск А. И. Прошлякова».
В 2013 году на базе училища создано Тюменское президентское кадетское училище.
1 сентября 2022 года награждено орденом Кутузова. Орден вручил заместитель министра обороны Российской Федерации Т. В. Иванов.
В настоящее время училище готовит военных специалистов по программе высшего и среднего образования. Срок обучения составляет 5 лет и 2 года 10 месяцев соответственно.

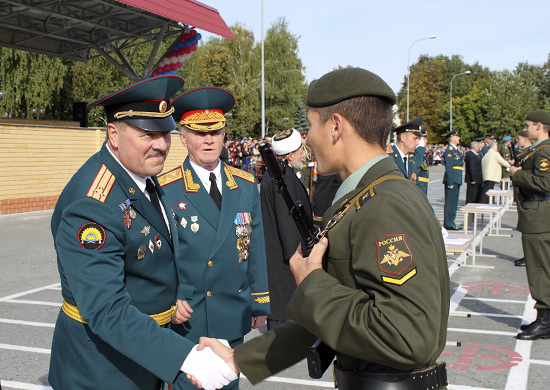
Приведение курсантов первого года обучения к Военной присяге
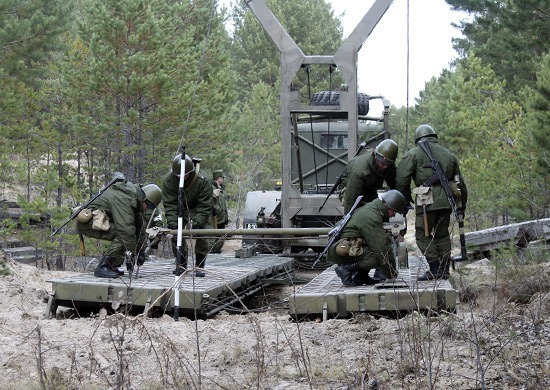
Практические занятия
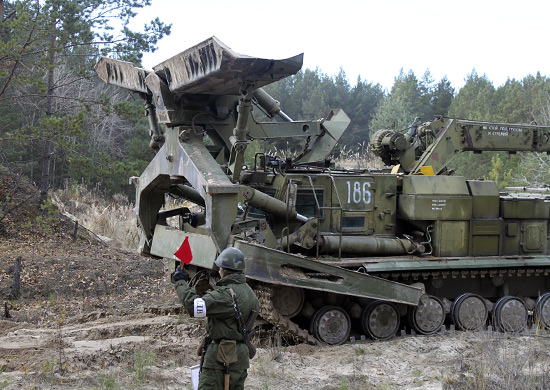
Практические занятия
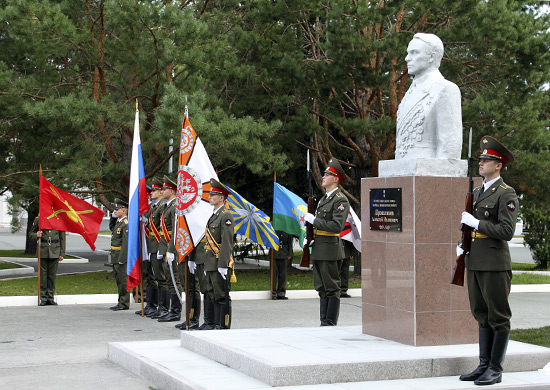
Открытие мемориала маршалу инженерных войск А. И. Прошлякову

## Известные выпускники
См. Категория:Выпускники Тюменского высшего военно-инженерного командного училища
- Красников, Александр Алексеевич — Герой России
- Сайфуллин, Рустам Галиевич — Герой России
- Турубара, Владислав Алексеевич — Герой России (посмертно)
- Лошкарёв, Геннадий Константинович — полный кавалер Ордена «За службу Родине в Вооружённых Силах СССР»
- Кочергин, Евгений - трижды кавалер Орден Мужества
- Тодчук, Евгений Вячеславович — Герой России
- Жуйков, Сергей Васильевич —  Герой России
- Ростовщиков, Валерий Александрович —  Герой России
- Васянин, Михаил Иванович —  Герой России
- Матвеев, Евгений Семенович - известный актер театра и кино, ветеран Великой Отечественной войны
- Абзалов Рустем Радимович - Орден Мужества (посмертно)

## Начальники
- Гущин Аркадий Васильевич генерал-лейтенант, 1966-1974 гг..
- Шароваров, Петр Григорьевич генерал-майор, с 1974 по 1984 гг.
- Рябуха, Анатолий Иванович генерал-майор, с 1984 по 1989 гг.
- Польников Михаил Иванович генерал-майор, с 1989 по 2005
- Волохов Валентин Георгиевич генерал-майор
- Логинов Михаил Александрович генерал-майор. с 2002 по 2013 гг.
- Евмененко Дмитрий Феликсович генерал-майор, с 2013 года.